# Armous-et-Cau
 Armous-et-Cau  es una población y comuna francesa, ubicada en la región de Mediodía-Pirineos, departamento de Gers, en el distrito de Mirande y cantón de Montesquiou.

## Demografía
| 126 | 117 | 104 | 81 | 82 | 90 |
| Para los censos de 1962 a 1999 la población legal corresponde a la población sin duplicidades (Fuente: INSEE [Consultar]) |     |     |    |    |    |